# Gyömbérolaj
A gyömbérolaj (aetheroleum zingiberis) a közönséges gyömbér illóolaja. A Zingiberaceae családhoz tartozó, jamaikai gyömbérként is ismert Zingiberaceae officinale növényből készül, általában a növény hámozatlan vagy szárított és megőrölt gyökerének gőzöléses lepárlásával. Általában 2-4% olajat sikerül belőle kinyerni.

## Hatása
Étvágyfokozó, gyakran alkalmazzák emésztési problémák és émelygés esetén (legyen az terhességi hányinger, tengeribetegség, vagy másnaposság). Megfázásos és influenzás, különösen felső légúti tünetek, reumatikus fájdalmak enyhítésére is hasznosnak bizonyult. Külsőleg a bőrre alkalmazva segít az ütések, zúzódások nyomának eltüntetésében. Szélhajtó, enyhíti a kólika tüneteit. Idegfeszültség- és fejfájás-csillapító.Potenciafokozó, immunitásnövelő.

## Használata
Melegítő hatású, emésztésjavító. Csillapítja a lázat, növeli a vérnyomást.
Aromalámpában párologtatva fertőtlenít. Toroköblítőként torokgyulladás ellen hatásos.
Oldja a gondolkodás merevségét és segít legyőzni a gátlásokat. Bedörzsölőszerként reumánál és vérkeringési zavaroknál hat.

## Tulajdonságai
A gyömbér olaja halványsárgától sötét borostyán színig változó színű lehet, viszkozitása is közepestől egészen vizes állagig terjedhet. Illata erős, fűszeres, a gyömbérre jellemző citromos-borsos beütéssel.

## Vegyi összetétele
A gyömbér esszenciális olajának számos összetevője közül néhány: α-pinén, kamfén, β-pinén, 1,8-cineol, linalool, borneol, γ-terpineol, nerol, nerál, geraniol, geraniál, geranil-acetát, β-biszabolén és zingiberén.

## Biztonsági tudnivalók
A gyömbérolaj nem toxikus és általában nem irritáló (kivéve ha nagy töménységű), de az érzékeny bőrt irritálhatja és fényérzékenységet okozhat.

## Alkalmazási módok

### Aromalámpában vagy párologtatóban
Meghűlés, levertség, émelygés, influenza, magányosság és libidó csökkenés esetén segíthet.

### Masszázsolajba keverve vagy a fürdővízbe csepegtetve
Arthritis, reuma, levertség, émelygés, megfázás és influenza, izomfájdalmak, keringési és emésztési problémák esetén.

### Báziskrémekbe keverve
Arthritis, izomfájdalom, reuma, keringési problémák és zúzódások kezelésére.

### Meleg borogatásként
Arthritis, reuma, izomfájdalmak és emésztési problémák esetén.

### Zsebkendőre cseppentve
Gyors inhaláláshoz cseppents egy csepp gyömbérolajat egy zsebkendőre émelygés, terhességi hányinger, gyomorrontás, megfázás vagy utazáshoz kapcsolódó émelygés kezelésére.

## Olaj kombinációk
A gyömbérolaj illata erős, elnyomhatja a gyengébb karakterű olajokét, viszont remekül keverhető mindenféle citrusolajjal és a fűszeres illatú olajokkal, mint például a bergamot-, rózsa-, szantálfa- és az ylang-ylang olaj.